# 冒頭
| ウィキペディアには「冒頭」という見出しの百科事典記事はありません（タイトルに「冒頭」を含むページの一覧/「冒頭」で始まるページの一覧）。 代わりにウィクショナリーのページ「冒頭」が役に立つかもしれません。 |